# 桃園市立圖書館新坡分館

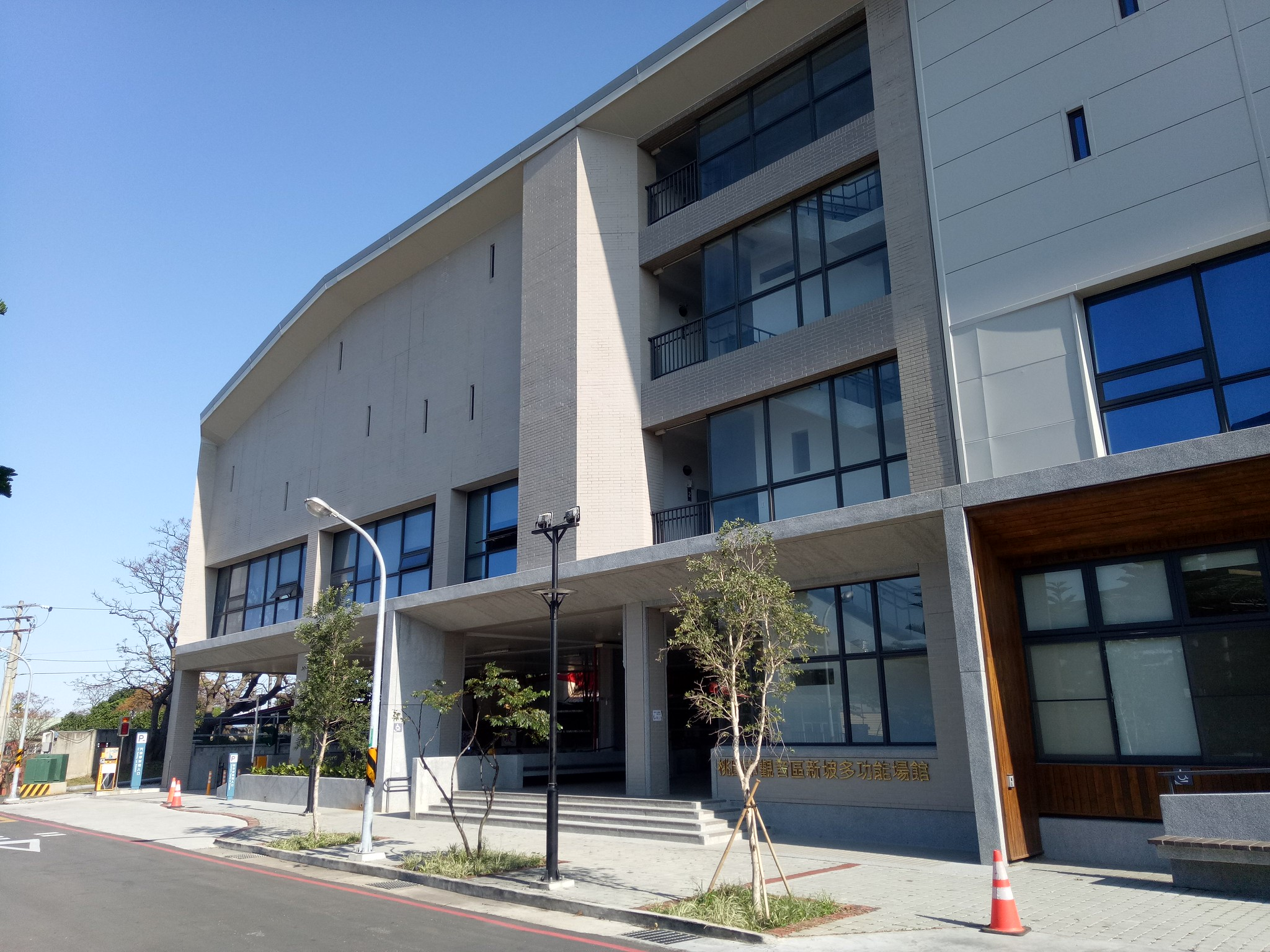
新坡分館所在的觀音新坡多功能場館

桃園市立圖書館新坡分館為桃園市立圖書館的其中一座分館，位於桃園市觀音區新坡地區，於1978年8月2日對外營運，2019年10月21日遷至新坡多功能場館2、3樓。

## 特色
新坡分館樓高兩層，擁有近3萬冊藏書，以生活保健作為館藏特色，並設置筆電區及研習教室等空間，館內亦全面建置無線辨識系統（RFID），自動化借、還書作業。而戶外設有手壓式出水閥清洗區、食農體驗區、透明昆蟲棲息生態觀察區、沙池遊戲區和景觀公園散步區等。
- 新坡分館所在的觀音新坡多功能場館
- 書庫區
- 青少年書庫區

## 外部連結
- 桃園市立圖書館新坡分館 （页面存档备份，存于）